# Couvent des Récollets de Nivelles
Pour les articles homonymes, voir Couvent des Récollets.
Le couvent des Récollets de Nivelles est un ancien couvent de l'ordre des récollets frères mineurs dont l'église (église Saints-Jean-et-Nicolas ou église des Récollets) fait maintenant office de lieu de culte pour la paroisse des Saints-Jean-et-Nicolas de la ville belge de Nivelles, en Province du Brabant wallon. Il s’agit du seul complexe conventuel conservé à Nivelles. C'est aussi un des rares exemples de l'architecture franciscaine sauvegardés en Belgique. Il est situé au sud-est de la ville, à l'intérieur de l'enceinte médiévale aujourd’hui disparue. L'ensemble est constitué d'une église de style gothique tardif, d'un cloître et de trois ailes. Le bâtiment est aujourd'hui bien visible, surtout sur sa façade sud où il est bordé par une esplanade arborée, dite Esplanade du Souvenir sur laquelle se trouvent également divers monuments dont le monument aux morts. Les éléments  patrimoniaux architecturaux et végétaux sont ainsi réunis dans un espace dont le recul donne une dimension et une harmonie  particulières à cette entrée de la ville.

## Historique
Si l'installation des Franciscains à Nivelles remonte aux années 1230 (une vingtaine d'années après la mort de François d'Assise), l'église et le couvent furent entièrement reconstruits à partir de 1524. La construction de l'église (de 1524 à 1540), bénéficie du soutien financier de l’Archiduchesse Marguerite d'Autriche, régente des Pays-Bas, et Charles Quint,. Un cloitre y est ajouté dans les années suivant la fin de la construction de l'église (partiellement reconstruit fin XVIe siècle). En 1598, les religieux se rattachèrent à la branche des "Frères Mineurs Récollets". Le couvent devint un des plus importants de la province et connut un rayonnement spirituel indéniable. Les frères assuraient le service liturgique dans les églises paroissiales et la visite des malades. Une rigueur extrême caractérisait le mode de vie des premiers Récollets.
Au milieu du XVIIIe siècle, la communauté entreprend d'importants travaux : l'aile sud est agrandie, on y installe une grande bibliothèque et on y ajoute le quartier du Provincial. Les façades sont remaniées et l'on parle d'un beau jardin avec fontaine dont l'eau alimentait aussi les réservoirs de la ville. Les galeries du cloître sont décorées de stucs de goût Régence.
Le couvent est définitivement fermé en 1796. Il dispose alors encore d’une bibliothèque riche de 5486 ouvrages. Des Frères y vivent jusqu'en 1804 puis font don du couvent au Conseil général des hospices de Nivelles.
Les bâtiments connaissent alors des affectations diverses: hôpital militaire en 1815, où sont accueillis des soldats blessés à Waterloo, hôpital général et hospice de 1818 à 1870, collège communal en 1872, puis athénée royal en 1919. L'église (qui accueillait la salle de gymnastique et l'académie de dessin) est classée au titre des monuments historiques en 1936, restaurée (1960 -1968) et rendue au culte (paroisse de Saint-Jean-et-Nicolas dont l'église a été détruite par des bombardements en 1940),. Le couvent bénéficie ensuite de travaux de restauration touchant les façades du cloître, les galeries et l'aile orientale. Ces restauration sont terminées en 1972.
Outre diverses associations, le tribunal du Travail de Nivelles a eu son siège dans l'ancien couvent
En 2007, la Ville de Nivelles acquiert les ailes sud et ouest du couvent. Après renoncement à divers projets et compte tenu d’un coût de rénovation jugé trop élevé, la ville annonce en 2014 la mise en vente de ces deux ailes moyennant contraintes pour l'acheteur de préserver certains éléments patrimoniaux,. En 2017, la ville vend le couvent à un promoteur immobilier. L'esplanade arborée située face à l'aile sud est également vendue au promoteur. En 2019, le promoteur, soutenu par la Ville, annonce un projet de destruction partielle du couvent (aile sud) ainsi que de l'esplanade en vue de la construction d'immeubles à appartements et d'un parking souterrain. Quelques mois plus tard, appuyée par une pétition citoyenne de plusieurs milliers de signatures, une demande de mise de l'ensemble du site (couvent et esplanade) sur la liste de sauvegarde en vue d'un éventuel classement est déposée à l'Agence Wallonne du Patrimoine. En dépit d'un avis favorable de la Commission royale des Monuments, Sites et Fouilles, la mise sur la liste de sauvegarde est refusée par la ministre du patrimoine, Valérie De Bue, elle-même membre de la majorité communale nivelloise,. En juillet 2021, Europa Nostra, l'association européenne de protection du patrimoine, publie un rapport concluant à la nécessité de mettre sans délai l'entièreté du couvent sur la liste de sauvegarde puis d'en assurer le classement comme monument historique. Ce rapport sera suivi, en décembre 2021, de la mise du site par Europa Nostra sur la liste des 12 sites patrimoniaux européens les plus menacés. Quelques jours plus tard, une nouvelle demande formelle de classement de l'entièreté du site est adressée par Europa Nostra à l'Agence Wallonne du Patrimoine . Fin mars 2022, alors que le positionnement de la ministre De Bue dans le dossier vient d'être questionné dans le magazine d'investigation de la Radio-télévision belge de la Communauté française (RTBF) "#Investigation", Europa Nostra classe le site parmi les 7 sites patrimoniaux européens les plus en danger d'Europe ,. En novembre 2022, la ministre Valérie De Bue rejette la demande de classement introduite par Europa Nostra contre l'avis de son administration. Un recours est dès lors déposé par Europa Nostra au Conseil d'Etat contre la décision de la ministre. Une nouvelle demande de classement, s'appuyant notamment sur une nouvelle étude affirmant la datation du XVIème siècle des ailes remaniées au XVIIIème siècle, est réintroduite par Europa Nostra en septembre 2023 en collaboration avec l'ASBL Communauté Historia.  Une tribune d’un collectif d’archéologues, d’historiens et d’historiens de l’art attachés à plusieurs universités, musées et organismes est publiée dans la presse nationale pour défendre l'intégrité du site et dénoncer la gestion basée sur des intérêts politico-financiers du dossier . Quelques semaines plus tard, Lixon dépose une demande de permis d'urbanisme relatif à la première phase du projet comprenant notamment la destruction de l'aile sud du couvent et l'érection d'un immeuble de 5 niveaux à sa place. La seconde phase ( succinctement décrite dans le document de demande de permis) comprend, quant à elle, la construction de deux autres immeubles à appartements de 5 niveaux à la place de l'esplanade arborée ainsi qu'un parking souterrain. Février 2024: En dépit d'un avis contraire de l'opposition au conseil communal, le collège communal de Nivelles vote à 4 voix (MR) contre 3 (Ecolo) en faveur de l'octroi du permis demandé par Lixon. Celui-ci a pourtant obtenu l'avis défavorable de l'Agence Wallonne du Patrimoine et de la Commission Royale des Monuments et Site. Une nouvelle pétition est lancée par les Amis des Récollets et un recours au Conseil d'Etat contre l'octroi du permis est annoncé.  

## Architecture
Les bâtiments du couvent des Récollets se présentent selon le plan habituel des constructions franciscaines. Schématiquement , ils offrent la forme d’un carré, l’église orientée dans le sens ouest-est constituant le côté nord, les trois ailes du convent proprement dit en flanquant le côté droit.
L'église, de style gothique, présente une structure rectangulaire simple de 60 mètres de long dont la nef unique comporte dix travées se terminant par une abside. Le chœur est dans la continuité de la nef. Le style est simple et conforme à l'esprit de pauvreté que l'on retrouve dans l'architecture  des ordres mendiants depuis le XIIIe siècle. Le décor est limité, sobrement mouluré et dépourvu d'ornements sculptés.
Sur le côté sud de l'église, les bâtiments du couvent sont ordonnancés autour du cloître. Les quatre galeries de celui-ci, fermées et s'élevant sur deux niveaux, présentent des façades du XVIe siècle. Des façades des bâtiments conventuels, seule l'aile est a gardé son aspect du XVIe siècle et quelques éléments gothiques. L'aile sud (qui abritait le réfectoire, le grand dortoir et la bibliothèque), agrandie et rehaussée au XVIIIe siècle, développe une longue façade classique. Elle se prolonge vers l'ouest par le quartier du Provincial d'aspect plus soigné. L'aile ouest, également modifiée au XVIIIe siècle, a gardé sa volumétrie d'origine : c'est par là que se faisait initialement l'accès au couvent, avec la porterie, les salles d'hôtes, la cuisine et le chauffoir.
En 2007, le terrain du couvent compte 34,63 ares et la surface utile du bâtiment 2 000 m2.